# Південний Парк (місто)
Південний парк або Саут-Парк, штат Колорадо (англ. South Park, Colorado) — вигадане місто в США, з населенням понад 4000 чоловік, в якому відбувається дія мультсеріалу «Південний парк». Автори ідеї: Трей Паркер і Метт Стоун; вибір місця дії, можливо, викликаний тим, що вони обидва виросли в штаті Колорадо. Дія практично всіх епізодів серіалу відбувається переважно в Саут Парку, тому його влаштування і загальні риси добре відомі шанувальникам «Південного парку»; незважаючи на це, відомості з історії міста в серіалі є вкрай фрагментарними.
Основою для цього вигаданого міста послужило місто Ферплей, розташований в північній частині високогірної долини Саут-Парк.
Заснований Саут-Парк на початку XVIII століття, американським першопрохідцем Робертом Т. Пунером.

## Географія Південного Парку
В регіоні гірський рельєф. На околиці міста є діючий вулкан, в 103 епізоді його називають горою Евенстоун. Між горою і містом проходить каньйон (Nickles Canyon). На околиці міста протікає гірська річка, а також є ставок Старка. За винятком кількох епізодів серіалу, в Саут-Парку завжди сніжно.
Недалеко від Саут-Парку знаходяться міста Норт-Парк (north — північний за аналогією з south — південний) і Міддл-Парк (середній).

## Організація міста
Південний парк ділиться як мінімум на дві частини, в одній з яких живе найбідніше населення (включаючи сім'ю Кенні Маккормік). У Південному парку є як мінімум дві школи - початкова школа Саут-Парку і Спеціальна школа Саут-Парку для інвалідів. Релігійні організації представлені католицькою церквою і синагогою. Через місто проходить залізниця, також є залізнична станція і перон. Також в місті є книгосховище (Book depository) і бібліотека. В епізоді «Вулкан» показаний сейсмологічний центр Південного парку, який, ймовірно, є місцем роботи єдиного вченого в місті - геолога Ренді Марша. Місцева поліція представлена, мабуть, одним тільки офіцером Барбреді (не рахуючи кількох представників окружної поліції, в тому числі Ейтца і Мерфі). У місті є лікарня під назвою «Путівка в пекло», де лікуються всі жителі міста (хоча в серії 107 можна побачити якусь безіменну клініку), а також часто в серіалі показується рінопластична клініка Тома, в якій роблять пластичні операції (зокрема саме там містер Гаррісон, учитель початкових класів, змінив собі ніс). Видається міська газета «South Park Times» - помітна в епізоді 606. Також є психіатрична клініка Південного парку (102). Мер міста - мер Мекденіелс (її ім'я в серіалі не згадується).

## Стяг
Спочатку на прапорі Саут-Парку були зображені чотири білі людиноподібні фігурки, лінчуючі чорну. В епізоді 408 через це розгорається скандал - Шеф вважає, що це зображення расистське, жителі міста вважають, що це частина їхньої історії. Завдяки четверокласникам Саут-Парку ситуацію вдається врятувати, і всі приходять до компромісу - білі фігурки змінюються на різнокольорові, серед яких є і одна чорна.

## Знамениті жителі
У Південному парку довгий час (аж до загибелі в серії 617) живе Ісус Христос, однак люди не звертають на це особливої уваги і сприймають його в першу чергу як провідного телешоу «Ісус з товаришами». Згадують про нього тільки напередодні міленіуму. Невідомо, оселився Ісус у Південному парку знову після свого воскресіння в епізоді 1105.
В Південний парк часто приїжджають знаменитості, проте мало хто з них залишається там жити. В епізоді 512 в місто ненадовго переселяються Вілл Сміт, Снуп Догг, Кобі Браянт, Опра Вінфрі і Пафф Дедді, проте в тій же серії з'їжджають.

## Місця
Автобусна зупинка - місце де головні герої чекають шкільний автобус. Вперше зупинка показана епізоді 101, є місцем де персонажі розповідають один одному новини і з'ясовують відносини. У першому епізоді біля зупинки інопланетяни викрадають Айка. Шкільний автобус часто їде в одному напрямку як від школи, так і до неї.
Головна вулиця — в перших серіях мультсеріалу зображена в центрі міста, в епіцентрі міських подій. В скороченому варіанті на вулиці показують вісім приміщень, серед яких помітні «ринопластична клініка Тома» і пошта. Головна вулиця знаходиться навпроти школи, що можна побачити в серії «Шоу про рак грудей». Однак в інших серіях там же можна побачити і інші будівлі, наприклад ресторан Бенніган. В епізоді 606 навпроти головної вулиці відбувається конкурс на найкращого четвертого друга. У будинку, який знаходиться зліва від «ринопластичної клініки Тома», в серії 1505 розташований штаб Картмана. У багатьох серіях, де місто піддається нападам, основні руйнування показані саме на головній вулиці: наприклад, в епізоді 604 на вулицю нападає телевізор Шефа, включений на режим знищення людства - він стріляє в кілька будівель і підпалює пошту.

### Початкова школа Південного Парку
- Початкова школа Південного Парку — одне з основних і з'являються раніше всього в серіалі місць дії. При вході в школу завжди майорить американський прапор. На подвір'ї школи знаходиться ігровий майданчик, а також поле для гри в американський футбол; багато з'ясування відносин між дітьми, зборів відбуваються на ній. Територія школи обмежена червоним цегляним парканом.
- Кабінет третьокласників — приміщення, в якому займається третій клас, не з'являється з епізоду 412, коли головні герої переходять в четвертий. У ньому зелені стіни, численні столи, всюди розвішані фотографії різних тварин і (меншою мірою) малюнки школярів. Над дошкою знаходиться алфавіт, в якому букви переплутані місцями (великі літери знаходяться в правильному порядку, а маленькі - в довільному). У деяких епізодах в «переплутаному» алфавіті заховані різні слова, наприклад, фраза «Kenny Bastard», точніше, іспанська переклад фрази «О Боже Мій! Вони вбили Кенні! Покидьки! ».
- Кабінет четвертокласників — це приміщення з'являється в серіалі з епізодом «Четвертий клас». Його оформлення засноване на кольорі індиго, розташування столів відрізняється від приміщення третьокласників; алфавіт над дошкою написаний стилізованим шрифтом, який діти не можуть зрозуміти. Письмова дошка в цьому епізоді руйнується Тіммі на інвалідному кріслі в тому ж епізоді 412. Судячи з наявності в кабінеті різних рослин, акваріумів та хом'ячка Леммівінкса, можна припустити, що цей клас перероблений з кабінету біології. Кабінет знаходиться на першому поверсі школи.
- Кабінет дитсадка — приміщення, де займаються в дитсадку, вперше з'являється в епізоді «Шкільний портфель», коли містер Гаррісон через свою гомосексуальність призначається вчителем в дитячому саду. У кабінеті один круглий стіл, навколо якого сидять вчитель і діти. Стіни кабінету - різнокольорові, на них висять різні картинки (тварини, веселки, букви і так далі). З епізоду «Табір смерті і терпимості», коли Гаррісон знову стає вчителем четвертого класу, кабінет не з'являється в серіалі аж до серії «Вчителька спокушає хлопчика». Зовнішній вигляд кабінету не змінюється, але тепер там викладає міс Стівенсон; вона кінчає життя самогубством в кінці епізоду, і невідомо, хто викладає там тепер замість неї.
- Кабінет дошкільнят з'являється в епізоді 810. У ньому знаходяться іграшки і атракціони, гірки для катання та інші розваги. Кабінет спалює Трент Боєтт, коли Стен, Кайл, Картман і Кенні просять його пограти в «пожежників»; в результаті «гри» вогонь охоплює приміщення і спалює майже на смерть викладачку міс Кларідж.
- Кабінет праці можна побачити в епізоді «Твік проти Крейга». У ньому стоять дерев'яні столи і безліч столярних приладів. Перебувати в кабінеті небезпечно: так, хлопчикові Томмі там відрізає лице, з Кенні також трапляється інцидент, в результаті якого він падає в ящик з цвяхами.
- Кабінет домогосподарства також з'являється в епізоді «Твік проти Крейга». Він більше схожий на звичайний клас, за винятком того, що всі столи там стоять в один ряд. Кенні був єдиним хлопчиком, який займався там. У цьому кабінеті, у серії «Список», проходять збори дівчаток школи.
- Другий кабінет четвертого класу — це приміщення з'являється в епізоді «Правильне використання презерватива»; під час занять по сексуальному вихованню туди відправляють хлопчиків і їх вчителя містера Мекі, в той час як дівчатка з міс Заглотнік залишаються в основному кабінеті четверокласників. У ньому більш темне оформлення і висять плакати на тему сексуального виховання.
- Кабінет малювання з'являється в епізоді «Туалетний папір», в ньому викладає міс Стрібл. У кабінеті блакитні стіни, в ньому стоять прилади для занять - мольберти і гончарні кола. Баттерс, мабуть, єдина дитина, якій подобається там займатися.
- Комп'ютерний клас показаний в епізоді Кохайтеся, а не Warcraft'ом, Картман з друзями грають в Warcraft під час занять за комп'ютерами.
- Спортзал вперше з'являється в епізоді «Жінка з прирісшим ембріоном», спортзал призначений для занять фізичним вихованням. До своєї смерті там викладав Шеф (зокрема, навчаючи дітей грі в доджбол). Також спортзал призначений для загальношкільних зборів. Зокрема, в епізоді «Зав'язуй!» В спортзалі проводиться акція проти куріння, в епізоді «Клізма і лайно» там проходить презентація спортивного талісмана. У повнометражному фільмі «Південний парк: більше, довше і без купюр» всю школу збирають в спортзалі для повідомлення про початок війни з Канадою.
- Їдальня - місце роботи Шефа. Інтер'єр складається з безлічі білих столів, прилавка за яким постійно знаходиться Шеф, на стіні годинник, дошка з меню і плакат «Шкільна їжа - це хороша їжа». По середах Шеф готує запіканку з тунцем. Іноді на стінах можна бачити різні плакати, наприклад з особою інопланетянина і написом «Have you seen me?» (Шаблон:Tr-en)
- Кабінет психолога - робоче місце шкільного психолога містера Мекі; на його двері знаходиться великий напис «COUNSELLOR», а поруч стоїть лавка, на якій часто можна побачити викликаного за чергову провину Крейга. Всередині знаходиться кушетка для відвідувачів і крісло для психолога. На стінах висять різні плакати і сертифікати, що засвідчують право Мекі бути шкільним психологом.
- Кабінет директора — приміщення, в якому сидить директорка Вікторія; так як герої фільму потрапляють в цей кабінет як правило за свої провини, в кабінеті також практично завжди присутній шкільний психолог містер Мекі. У ньому знаходиться стіл і два стільці (на другому, як правило, сидить містер Мекі), а також стілець (або кілька) для відвідувачів. На стіні в кабінеті знаходиться декілька плакатів; також там є телевізор, сейф і книжкова шафа, в якому знаходяться фотографії.

## Епізодичні місця дії
- Книгосховище — чотириповерхова будівля, яку офіцер Барбреді радить містеру Гаррісону як снайперську позицію в епізоді «Набір ваги 4000"; там же Венді і Стен намагаються перешкодити Гаррісону вбити Кеті Лі Гіффорд. В епізоді показують третій поверх будівлі.
- Психіатрична клініка Південного Парку показана в епізоді «Набір ваги 4000", в ній містер Гаррісон проходить лікування після спроби вбивства Кеті Лі Гіффорд.
- Тоталізатор (Sports book $). В епізоді «Великий Ел-гомосек і його гомояхта» Нед Гербланскі і Джимбо Керн з'являються там, щоб зробити ставки на шкільну команду Південного парку по футболу. У приміщенні тоталізатора помітні багато жителів міста, а також бармен, який приймає ставки. На стінах тоталізатора є монітори, які транслюють спортивні поєдинки і гонки на іподромі.